# Shenzhou 8

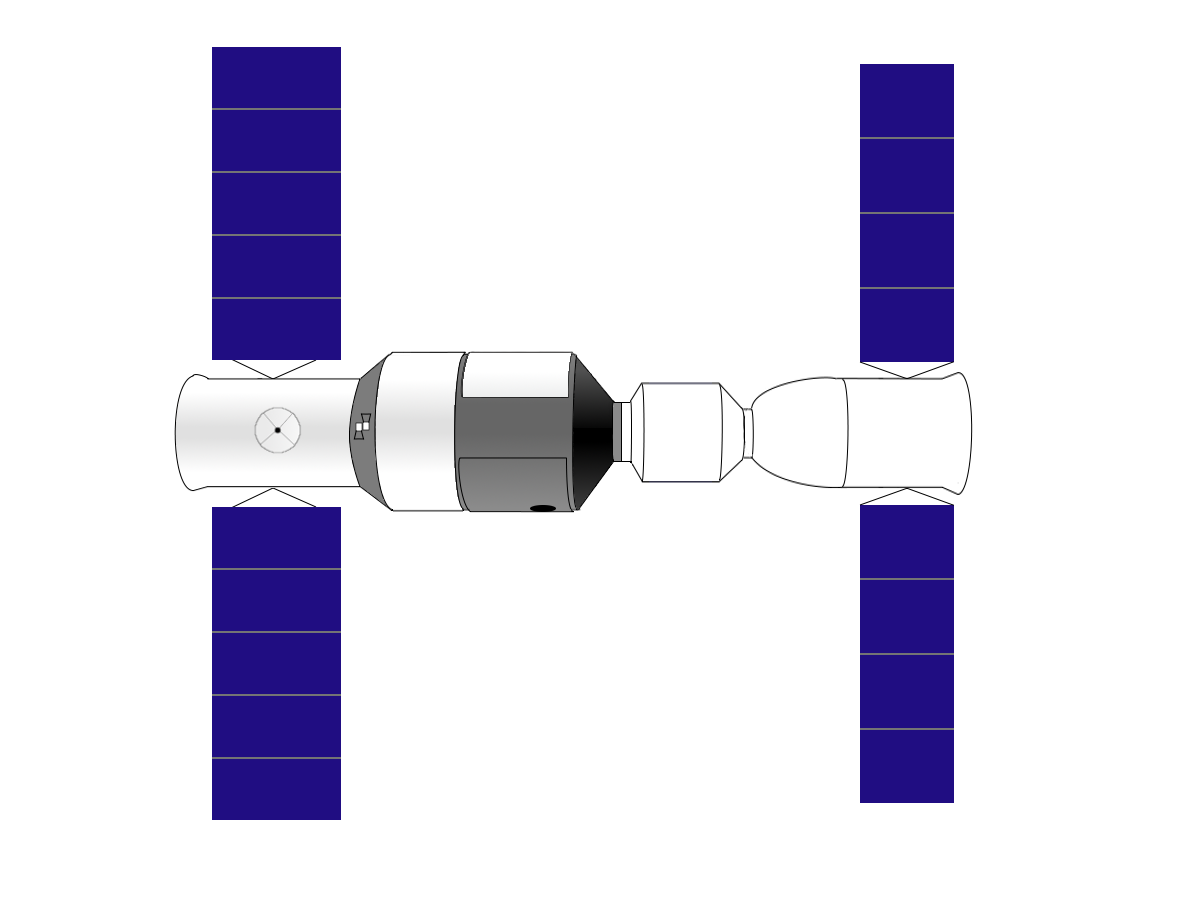
Imagen del Tiangong 1 y Shenzhou.

El Shenzhou 8 (en en chino, 神舟八号 y traducido al español como «Barco divino o sagrado») es un vuelo espacial no tripulado del programa Shenzhou chino lanzado el 31 de octubre de 2011 a las 21:58 UTC (1 de noviembre a las 5:58 Zona horaria de China) desde una lanzadera espacial en el Centro de lanzamiento de satélites de Jiuquan.
La nave Shenzhou 8 se acopló de forma remota con la estación espacial Tiangong 1, lanzada el 29 de septiembre de 2011. Fue el primer acoplamiento no tripulado de China que sería seguido por la misión tripulada Shenzhou 9 en 2012, que llevará a cabo un dotación de acoplamiento, también la primera de China, con el módulo Tiangong 1. Sólo la Unión Soviética y la Agencia Espacial Europea han logrado el acoplamiento automático antes que el de China.